# معركة المنسى
مَعْرَكة المَنسى، دَارَتْ رَحَاها يَوم 25 أبريل 1707، أثناء حَرب الخِلافة الإسبانية. بينَ جَيش موالٍ للبوربون المُطالب بالعَرش الإسباني فيليب الخامس، تحتَ قيادة دوقْ بيرويك، الابن غَير الشَرعي لجيمس الثاني ملك إنجلترا، وجَيش يدعم مُنافسه منَ الهابسبورغ، أرشيدوق النمسا كارل السادس تحتَ قيادة إيرل غالواي، وهو فرنسي هوغونوتيون منفي. وهذا يَجعل مَعْرَكة المَنسى «المَعركة الوحيدة على الأرجح في التاريخ التي كانَت فيها القوات الإنجليزية يقودها فرنسي، بينما يقود الفرنسيون رجل إنجليزي».  كانت النتيجة انتصارًا حاسمًا لفيليب الخامس استعاد البوربون على أثرها مُعظم شرق إسبانيا.

## خلفية
كانت الحملات في إسبانيا وحجم الجيوش المشاركة محدودة بسبب اللوجستيات إلى حد أكبر من الفلامندي أو إيطاليا. أدى الاعتماد على المصادر المحلية للأعلاف والإمدادات الأخرى إلى الحَد من العمليات في المناطق القاحلة مثل شمال إسبانيا، حتى ظهور السكك الحديدية في القرن التاسع عشر، كانت البضائع والإمدادات تُنقل إلى حد كبير عن طريق المياه.  سمحت السيطرة على البحار للحلفاء بتنفيذ هجمات قصيرة المدى بنجاح خارج المناطق الساحلية، لكن الافتقار إلى الدعم الشعبي يعني أنهم لا يستطيعون السيطرة على الأراضي. أمّن التحالف الكبير قاعدة عمليات في لشبونة عندما غير بيتر الثاني ملك البرتغال موقفه في مايو 1703، وفي مارس التالي، وصل الأرشيدوق النَمسا كارل السادس لقيادة حملة برية. 
حقق تحالف آل بوربون بين فرنسا وإسبانيا سلسلة من الانتصارات الطفيفة على طول الحدود الإسبانية البرتغالية، قابلها الاستيلاء البريطاني على جبل طارق؛ هُزمت محاولات استعادتها في معركة مالقة البحرية في أغسطس 1704، مع التخلي عن الحصار البري في أبريل 1705.  فتح «ميثاق جنوة» لعام 1705 بين الممثلين الإنجليز والكتالونيين جبهة ثانية في الشمال الشرقي؛ أدى استيلاء الحلفاء على برشلونة وبلنسية إلى ترك تولون باعتبارها الميناء الرئيسي الوحيد المتاح للبوربون في غرب البحر الأبيض المتوسط. 
فشلت محاولة في مايو 1706 من قبل فيليب الخامس لاستعادة برشلونة، في حين أن غيابه سمح لقوات الحلفاء بالقبض على مدريد وسرقسطة ولكن لا يمكن إعادة إمدادهم حتى الآن من قواعدهم وأجبروا على الانسحاب. بحلول نوفمبر 1706، سيطر فيليب على تاج قشتالة ومرسية وأجزاء من مملكة بلنسية. على مدار عام 1706، أجبرت انتصارات الحلفاء في هولندا الإسبانية وإيطاليا الفرنسيين على اتخاذ موقف دفاعي وسعى إيرل غالواي للاستفادة من ذلك ن خلال شَن هجوم جديد في عام 1707. ولمواجهة ذلك، تم تعيين جيمس فيتزجيمز، دوق بيرويك الأول، قائدًا لقوات التحالف. قوات آل بوربون في شمال شرق إسبانيا، يبلغ قِوامُها 33000 رجل، مقسمة بالتساوي بين القوات الفرنسية والإسبانية، مع عدد من الأفواج الأيرلندية. 

قبل أن يبدأ تقدمه في بلنسية، قام دوق بيرويك بفصل 8000 رجل لمحاصرة زاتيفا، مما دفع إيرل بيتربورو، قائد الحلفاء في إسبانيا، إلى توحيد قواته في قطلونية، بدلاً من الاندماج مع 16500 جندي بقيادة إيرل غالواي. هذا جعلهم يعانون من نَقص عَددي بشكل كبير عندما تحركوا لاعتراض دوق بيرويك. في 22 أبريل، توقف دوق بيرويك خارج بلدة المنسى، بحيث يمكنه أن يهدد خطوط الإمداد لحامية الحلفاء في بلنسية.

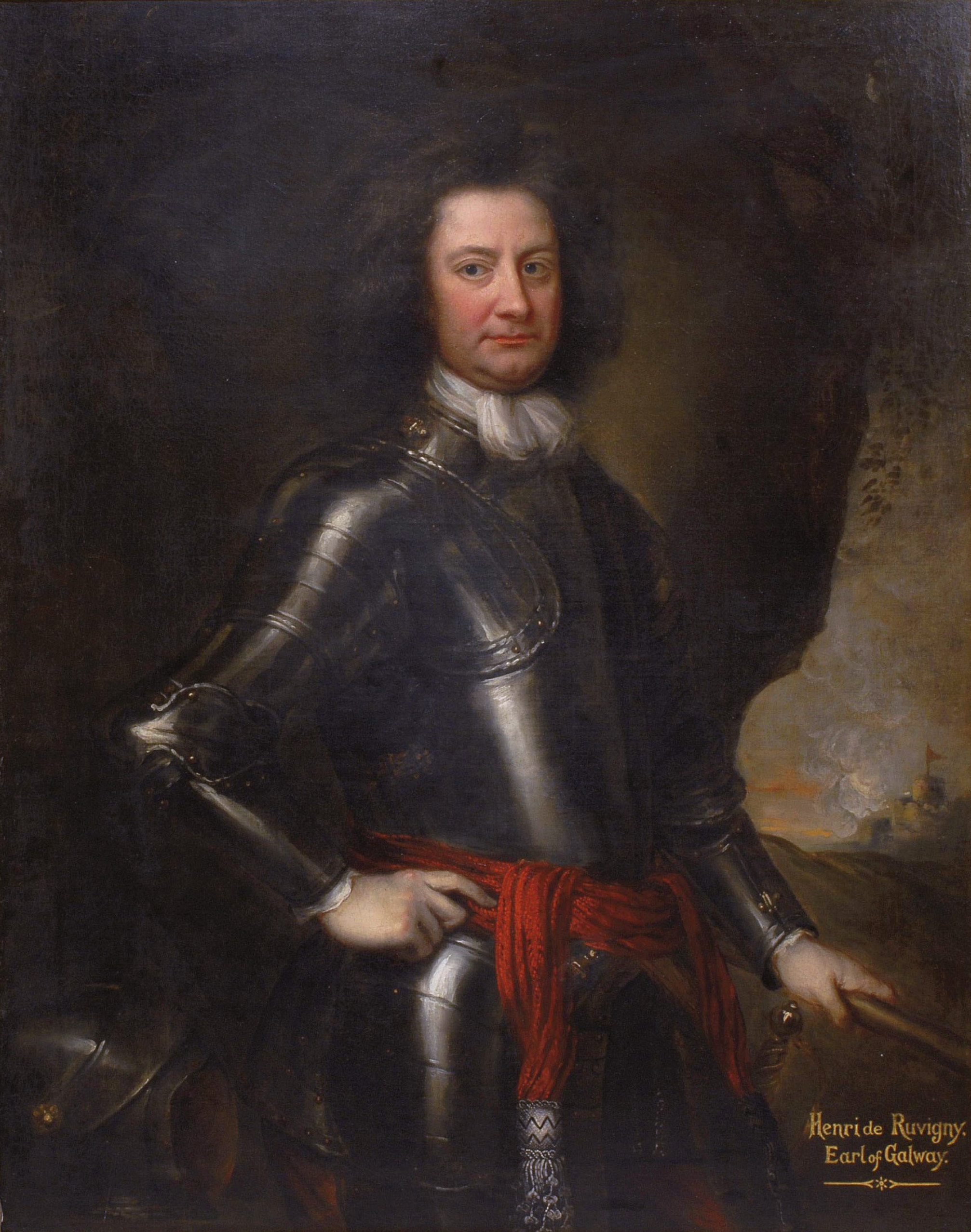
إيرل غالواي قائد جًَيش التَحالُف.
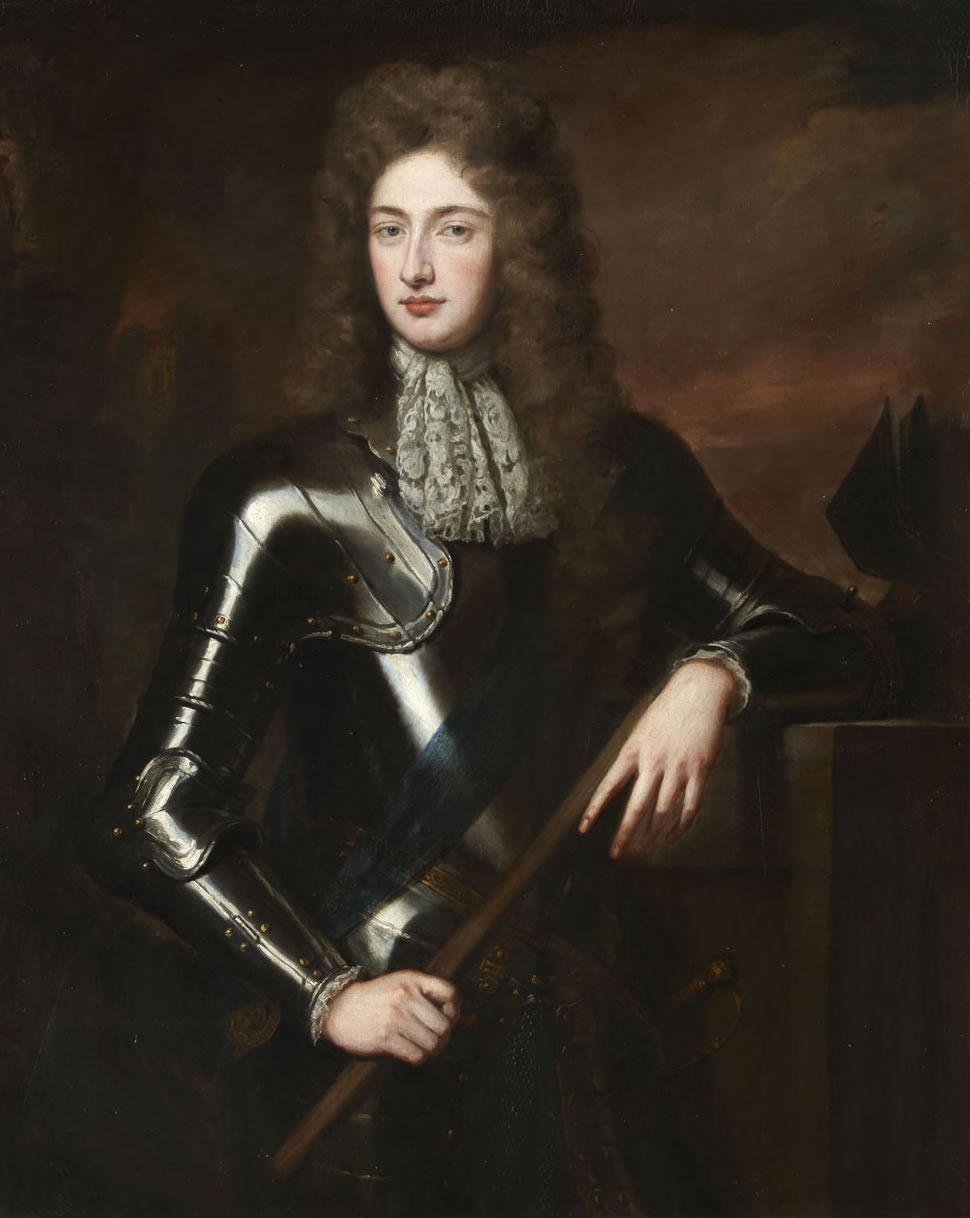
دوق بيرويك قائد الجَيش الفرنسي-الإسباني.

## المَعرَكة

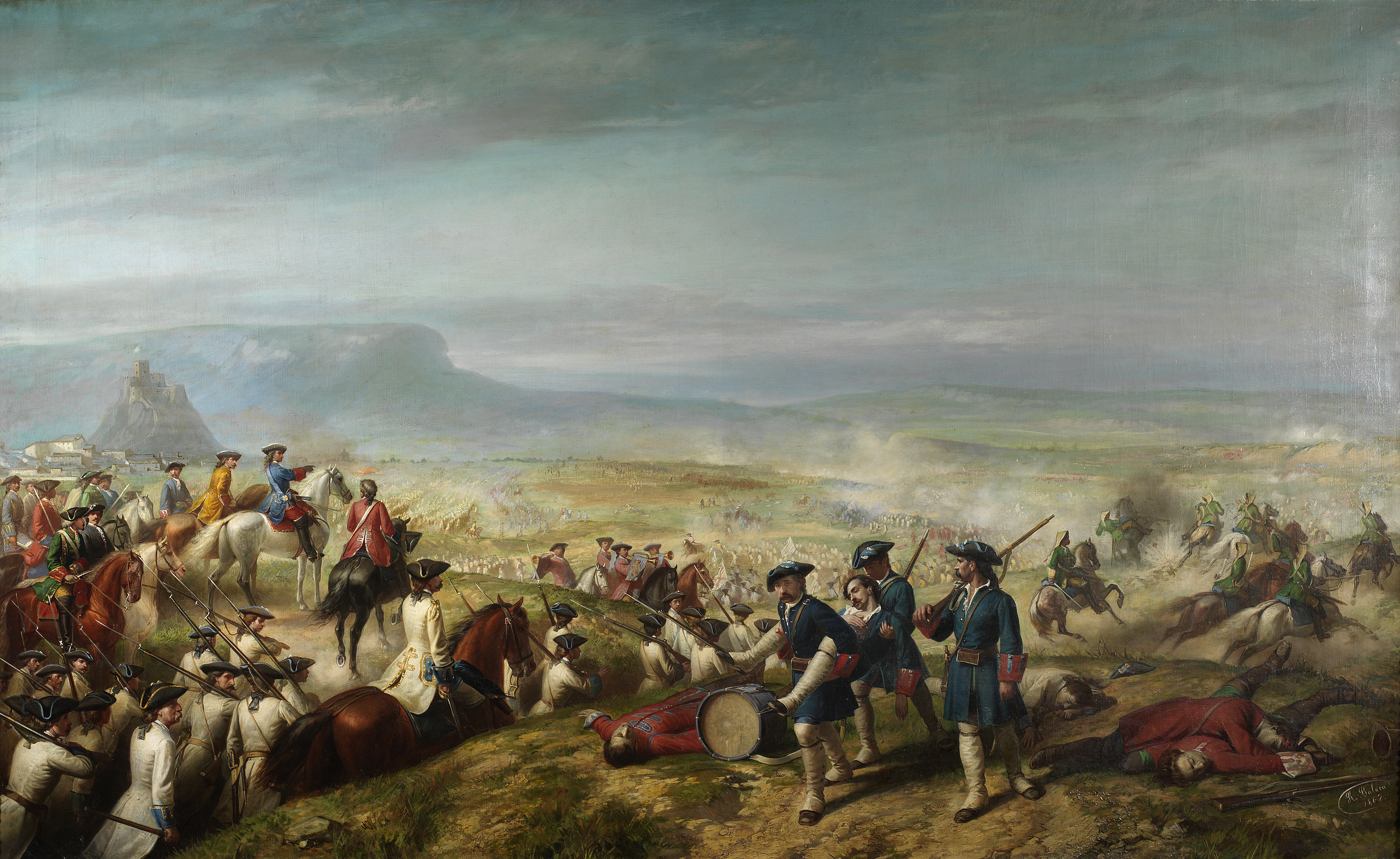
مَعْرَكة المَنسى بريشة ريكاردو بالاكا.

كسر الحلفاء مُعسكرهم في وقت مبكر يوم 25 أبريل ووصلوا إلى المنسى بعد مسيرة طويلة ومرهقة. كان دوق بيرويك قد صنف جيشه في صفين، أمام المدينة مباشرة، والمشاة في الوسط، والخَيالة الفرنسي والإسباني على الأجنحة. على الرغم من أن قوات إيرل غالواي كانت أقل عددًا بشكل واضح، إلا أنه بدأ هجومه في المنتصف بعد الظهر بعد تبادل مدفعي قصير. نجح المشاة في طرد مركز قوات آل بوربون، لكن فجوة انفتحت بينهم وبين القوات البرتغالية على اليمين، تحت قيادة مركيز ميناس البالغ من العمر 80 عامًا. عند رؤية هذه الثَغرة، هاجم سلاح الخَيالة الفرنسي الإسباني؛ يذكر حساب دوق بيرويك أن البرتغاليين قاتلوا بشجاعة لبعض الوقت لكنهم انهاروا في النهاية وفروا. تمت تغطية انسحابهم من قبل بضعة أسراب تحت القيادة الشخصية لمركيز ميناس، بما في ذلك عَشيقته، التي قاتلت في زي رجل وقُتلت. 
تعرض مركز الحلفاء للهجوم الآن من ثلاث جهات؛ باستخدام سلاح الخَيالة المتبقي لديه، نجح إيرل غالواي في سحب بعض قواته لكن 13 كتيبة فقدت الاتصال ببقية الجيش. يلاحقهم سلاح الخَيالة الإسباني، اتخذوا موقعًا دفاعيًا على بعد 12 كم من ساحة المعركة لكنهم استسلموا في صباح اليوم التالي؛ وفقًا للمؤرخ هنري كامين، كانت خسائر الحلفاء 4000 قتيلًا أو جريحًا و 3000 أسير، مع خسائر فرانكو-إسبانية حوالي 5000 قتيل أو جريح.  زعم المؤرخ العسكري الفرنسي بيريني أن عدد الضحايا الفرنسيين الأسبان بلغ حوالي 2000 قتيل أو جريح، مع خسارة الحلفاء 5000 ضحية و 10000 سجين، ولكن من قوة أكبر من 16500 رجل. يقبل بيريني أيضًا هروب الجزء الأكبر من سلاح الخَيالة، حوالي 3500 رجل.  وفقًا للمؤرخ غاستون بودارت، فقد الفرنسيون الأسبان 2000 رجل من جيش قوامه 21000 وحلفاءه 12000 رجل (5000 قتيل أو جريح و 7000 أسير) من قوة قوامها 16000 فرد.  أخيرًا، وفقًا للمؤرخ جواكيم البريدا، خسرت قوات آل بوربون 1500 رجل، في حين كان إجمالي خسائر الحلفاء حوالي 7000. 

## ما بعد الواقِعة
وصفت مَعْرَكة المَنسى بأنها «أهم مَعركة خاضت في إسبانيا».  حظيت تكتيكات دوق بيرويك بإعجاب الكثيرين، ووصفها فريدريك العظيم لاحقًا بأنها أكثر المعارك إثارة للإعجاب في القرن. أكد النصر سيطرة فيليب الخامس على شمال شرق إسبانيا وبلنسية، بينما بحلول نهاية عام 1707 اقتصر الحلفاء مرة أخرى على قطلونية وجزر البليار. تابع الجيش الفرنسي-الإسباني نجاحه بمحاصرة شاطبة. عندما استسلمت في يونيو، دمرت معظم المدينة وتغير اسمها إلى «سان فيليبي». في ذكرى هذه الأحداث، لا تزال صورة الملك معلقة رأسًا على عقب في المتحف المحلي. أدت الهزيمة وعواقبها على الاستقلال الذاتي لبلنسية وقطلونية إلى ظهور أمثال حديثة («منَ الغَرب، لا ريح ولا بُشر») و («الأخبار السَيئة من المَنسى تصِل إلى الجَميع»).

## المَرجع
1. 1 2 3 4 5  Kamen 2003، صفحة 445.
2. ↑  Norwich 2007، صفحة 237.
3. ↑  Childs 1991، صفحات 32–33.
4. ↑  Francis 1965، صفحات 71–93.
5. ↑  Lynn 1999، صفحة 296.
6. ↑  Lynn 1999، صفحة 302.
7. ↑  De Périni 1896، صفحة 186.
8. ↑  Cavendish 2007.
9. ↑  De Périni 1896، صفحة 190.
10. ↑  Bodart 1908، صفحة 151.
11. ↑  Albareda Salvadó 2010، صفحة 223.
12. ↑  Lynn 1999، صفحة 316.

### المَصادر
- Cavendish، Richard (2007). "The Battle of Almanza". History Today. ج. 57 ع. 4. مؤرشف من الأصل في 2022-08-23.
- De Périni, Hardÿ (1896). Batailles françaises, Volume VI 1700-1782 (بالفرنسية). Ernest Flammarion.
- Childs، John (1991). The Nine Years' War and the British Army, 1688–1697: The Operations in the Low Countries (ط. 2013). Manchester University Press. ISBN:0719089964.
- Francis، AD (1965). "Portugal and the Grand Alliance". Historical Research. ج. 38 ع. 97. DOI:10.1111/j.1468-2281.1965.tb01638.x.
- Kamen، Henry (2003). Spain's Road to Empire: The Making of a World Power, 1492–1763. Penguin. ISBN:978-0140285284.
- Lynn، John (1999). The Wars of Louis XIV, 1667–1714. Longman. ISBN:978-0582056299. مؤرشف من الأصل في 2022-07-12.
- Norwich، John Jules (2007). The Middle Sea; A History of the Mediterranean. Chatto & Windus. ISBN:0-7011-7608-3.
- Bodart، Gaston (1908). Militär-historisches Kriegs-Lexikon, (1618–1905).
- Albareda Salvadó، Joaquim (2010). La Guerra de Sucesión de España (1700-1714), (1618–1905). Editorial Crítica.المَصادر